# Yorushika
Yorushika (ヨルシカ?) es un dúo japonés de rock fundado en 2017 y representado por Universal Music Japan. El grupo está compuesto por N-buna, un productor de música vocaloid, y Suis, una vocalista. El dúo es extremadamente reservado, nunca revelando públicamente sus rostros o realizando muchos conciertos.
La música del grupo se describe como "apasionada" y "optimista", que sirve como contraste con las letras más pesadas, que a menudo exploran ideas como el amor y la emoción humana basándose en obras literarias como las de Masuji Ibuse y Jules Verne. El nombre "Yorushika" está tomado de una letra en su canción "Kumo to Yūrei" (雲と幽霊?): "Yoru shika mō nemurezu ni" (夜しかもう眠れずに, significando "Solo puedo dormir por la noche"). El ojo del logo es un representación de dos lunas, una frente a otra, y también sirve como manecillas de un reloj, retratando la hora "desde las 6:00 p.m.".

## Historia
Antes de la formación de Yorushika, N-buna ya tenía un considerable número de seguidores en Niconico, una web de alojamiento de vídeos de origen japonés, su primer lanzamiento vocaloid en la plataforma fue en 2012. Su canción de 2013 "Tōmei Elegy" (透明エレジー?) alcanzó el primer lugar en el ranking diario de vocaloid de la plataforma. Adicionalmente, ha producido dos álbumes a través de U&R Records, una subsidiaria del propietario de Niconico. Dwango.
Según una entrevista con Natalie, N-buna y Suis se conocieron a través de un conocido común ; Suis fue una fanática desde hace mucho tiempo del trabajo en vocaloid de N-buna. Suis apareció por primera vez como vocalista invitado durante los dos conciertos en solitario de N-buna en Tokio. N-buna se acercó a Suis para formar Yorushika como parte del esfuerzo de N-buna por encontrar una voz "más humana" para usar en su música, en oposición al vocaloid. Desde entonces, los dos han lanzado dos EP y dos álbumes completos, lo cual figuraba tanto en la tabla de álbumes de Oricon como en la lista Billboard Japan Hot 100 Albums Chart. La popularidad de Yorushika creció explosivamente, con críticos señalando que las letras parecían tocar a las audiencias más jóvenes. Adicionalmente, la canción "Tada Kimi ni Hare" (ただ君に晴れ?) se convirtió en un éxito a través de la aplicación de video TikTok.
A partir de noviembre de 2019, sus rostros y perfiles detallados no se han revelado, ya que quieren que su público escuche su música sin "preconceptos".

## Miembros
N-buna  (estilizado n-buna, pronunciado nabuna)
- Música, arreglos

Suis  (estilizado suis)
- Voz

## Discografía

### Álbumes
| Título                                                              | Detalles | Posición en la tabla       | Posición en la tabla    |
| Título                                                              | Detalles | Oricon Weekly Albums Chart | Billboard Japan Hot 100 |
| ------------------------------------------------------------------- | --- | -------------------------- | ----------------------- |
| Moonlight (だから僕は音楽を辞めた Dakara Boku wa Ongaku wo Yameta?) | - Lanzamiento: 10 de abril de 2019 - Discográfica: U&R Records - Formatos: CD, descarga digital, streaming            | 5                          | 5                       |
| Elma (エルマ Eruma?)                                                | - Lanzamiento: 28 de agosto de 2019 - Discográfica: Universal Music Japan - Formatos: CD, descarga digital, streaming | 3                          | 2                       |
| Plagiarism (盗作 Tōsaku?)                                           | - Lanzamiento: 29 de julio de 2020 - Discográfica: Universal Music Japan - Formatos: CD, descarga digital, streaming  | 2                          | 1                       |
| Magic Lantern (幻燈 Gentō?)                                         | - Lanzamiento: 5 de abril de 2023 - Discográfica: Polydor Records - Formatos: CD, descarga digital, streaming         | TBA                        | TBA                     |

### Extended plays
| Título                                                               | Detalles | Posición en la tabla       | Posición en la tabla    |
| Título                                                               | Detalles | Oricon Weekly Albums Chart | Billboard Japan Hot 100 |
| -------------------------------------------------------------------- | --- | -------------------------- | ----------------------- |
| Summer Grass (夏草が邪魔をする Natsukusa ga Jama wo Suru?)           | - Lanzamiento: 28 de junio de 2017 - Discográfica: U&R Records - Formatos: CD, descarga digital, streaming           | 32                         | 35                      |
| Underdog (負け犬にアンコールはいらない Makeinu ni Encore wa Iranai?) | - Lanzamiento: 8 de mayo de 2018 - Discográfica: U&R Records - Formatos: CD, descarga digital, streaming             | 5                          | 6                       |
| Creation (創作 Sōsaku?)                                              | - Lanzamiento: 27 de enero de 2021 - Discográfica: Universal Music Japan - Formatos: CD, descarga digital, streaming | 4                          | 4                       |

### Sencillos
| Título                                                    | Año  | Posición en Billboard Japan | Posición en Billboard Japan | Posición en Billboard Japan | Álbum         |
| Título                                                    | Año  | Hot 100                     | Descargas                   | Streaming                   | Álbum         |
| --------------------------------------------------------- | ---- | --------------------------- | --------------------------- | --------------------------- | ------------- |
| Blur (藍二乗 Ai Nijō?)                                    | 2018 | -                           | 76                          | 74                          | Moonlight     |
| Parade (パレード Pareedo?)                                | 2019 | -                           | -                           | -                           | Moonlight     |
| Hole in the Heart (心に穴が空いた Kokoro ni Ana ga Aita?) | 2019 | 44                          | 32                          | 58                          | Elma          |
| Rain with Cappuccino (雨とカプチーノ Ame to Kapuchiino?)  | 2019 | 95                          | 84                          | 43                          | Elma          |
| Night Journey (夜行 Yakō?)                                | 2020 | 39                          | 22                          | 78                          | Plagiarism    |
| Ghost in a Flower (花に亡霊 Hana ni Bōrei?)               | 2020 | 6                           | 3                           | 20                          | Plagiarism    |
| Prostitution (春ひさぎ Haru Hisagi?)                      | 2020 | 23                          | 17                          | 62                          | Plagiarism    |
| Thoughtcrime (思想犯 Shisōhan?)                           | 2020 | 25                          | 15                          | 43                          | Plagiarism    |
| Plagiarism (盗作 Tōsaku?)                                 | 2020 | 30                          | 42                          | 57                          | Plagiarism    |
| Eat the Wind (風を食む Kaze wo Hamu?)                     | 2020 | 49                          | 9                           | 67                          | Creation      |
| Spring Thief (春泥棒 Haru Dorobō?)                        | 2021 | 23                          | 7                           | 37                          | Creation      |
| Matasaburo (又三郎?)                                      | 2021 | 17                          | 4                           | 64                          | Magic Lantern |
| The Old Man and the Sea (老人と海 Rōjin to Umi?)          | 2021 | 43                          | 10                          | -                           | Magic Lantern |
| Howl at the Moon (月に吠える Tsuki ni Hoeru?)             | 2021 | 31                          | 4                           | 96                          | Magic Lantern |
| Bremen (ブレーメン Bureemen?)                             | 2022 | 22                          | 8                           | 86                          | Magic Lantern |
| Left-Right Confusion (左右盲 Sayuu Mō?)                   | 2022 | 11                          | 2                           | 31                          | Magic Lantern |
| Chi no Kate (チノカテ?)                                   | 2022 | 27                          | 3                           | 83                          | Magic Lantern |
| Telepath (テレパス Terepasu?)                             | 2023 |                             | 23                          |                             | Sin álbum     |
| Algernon (アルジャーノン Arujaanon?)                      | 2023 | 16                          | 2                           | 16                          | Magic Lantern |
| 451 (よんごいち Yon-go-ichi?)                             | 2023 |                             | 54                          |                             | Magic Lantern |

## Premios
| Año  | Ceremonia                          | Premio                        | Trabajo nominado | Resultado |
| ---- | ---------------------------------- | ----------------------------- | ---------------- | --------- |
| 2020 | El 34.º Japan Gold Disc Award      | Los 5 mejores nuevos artistas |                  | Ganador   |
| 2020 | El MTV Europe Music Awards de 2020 | El mejor acto japonés         |                  | Nominado  |
| 2021 | El 13.º CD Shop Awards             | Premios finalistas            | Tōsaku (盗作)    | Ganador   |
| 2021 | El Space Shower Music Awards       | Mejor artista Pop             |                  | Nominado  |